# Euxesta bilimeki
Euxesta bilimeki är en tvåvingeart som beskrevs av Friedrich Georg Hendel 1909.
Euxesta bilimeki ingår i släktet Euxesta och familjen fläckflugor. Inga underarter finns listade i Catalogue of Life.